# 鼻咽拭子
鼻咽拭子是从鼻子後部和喉咙收集鼻腔分泌物以進行檢測的一种拭子。獲取鼻腔分泌物後醫務人員會分析鼻腔分泌物是否存在生物体或其他疾病的标志物。这种诊断方法常用于百日咳、白喉、流感以及由冠状病毒家族病毒引起的各种疾病的疑似病例，例如嚴重急性呼吸系統綜合症、中東呼吸綜合症和2019冠状病毒病。

## 步驟
為了收集樣本，將拭子插入鼻孔並以適度力度向前移動到鼻咽，這是覆蓋口腔頂部的咽部區域。  然後將拭子旋轉指定的時間段以收集分泌物，然後取出拭子並將其放入無菌病毒運輸介質中，以保存樣本以供後續分析。

## 拭子的材质组成
在概念上與棉籤類似，用於鼻咽採集的拭子由一根短塑料棒製成的細棒組成，其一端覆蓋有吸附材料，例如棉、聚酯或植絨尼龍。 （一些拭子手柄由鎳鉻合金或不銹鋼絲製成。）用於特定診斷應用的拭子材料可能因測試類型而異。 一些研究表明，與纖維拭子相比，植絨拭子收集的樣本材料體積更大。 

## 示意图

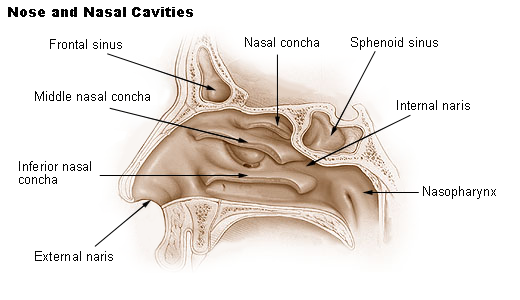
鼻腔示意圖
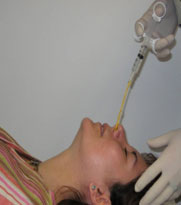
鼻咽抽吸
- 收集鼻咽抽吸物
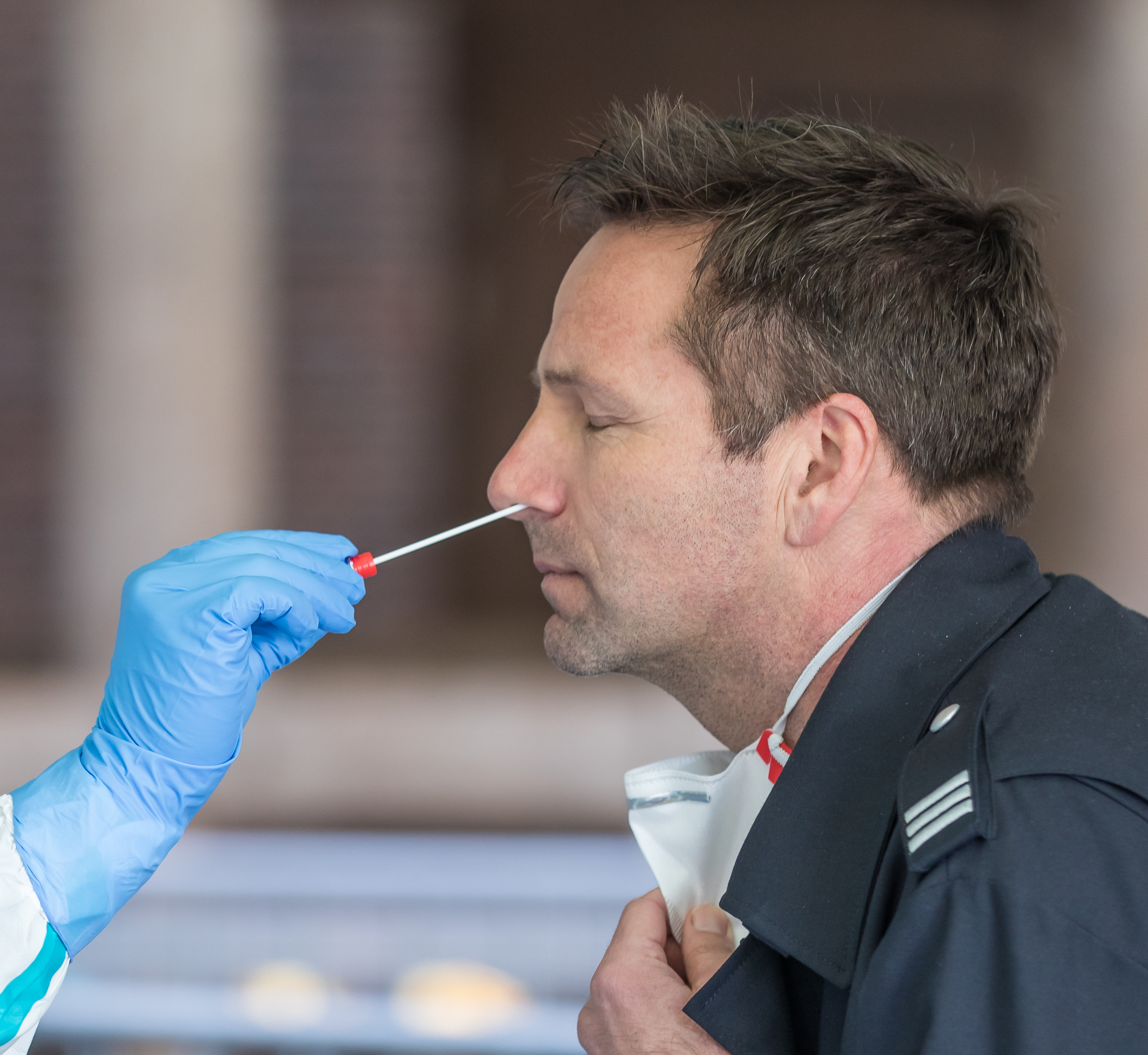
2019冠状病毒病检测鼻咽拭子的示範。
- COVID-19 鼻咽拭子檢測影片